# Americká revoluce

Návrh deklarace nezávislosti Spojených států v Kongresu na obrazu Johna Trumbulla

Americká revoluce proběhla během druhé poloviny 18. století v britských koloniích v Severní Americe. Výsledkem revoluce byla nezávislost Spojených států amerických na Velké Británii.
Britské kolonie odmítly právo britského parlamentu na správu kolonií bez zastoupení a vyhlásily nezávislost na britské koruně. Mezi lety 1775 až 1783 proběhla mezi koloniemi a Velkou Británií válka za nezávislost, která skončila vítězstvím kolonií a vznikem Spojených států amerických.

## Na cestě k revoluci
Období revoluce začalo v roce 1763, kdy Francie přestala vojensky ohrožovat britské kolonie v Severní Americe. Přijetím názoru, že by kolonie měly platit značnou část výdajů za jejich obranu, zavedla Británie řadu daní, které se staly velice nepopulárními, jelikož koloniím chyběli volení zástupci v britském parlamentu. Mnoho kolonistů považovalo zákony za neoprávněné.
Britská vláda se rozhodla své americké kolonie zatížit daněmi primárně proto, aby pomohly nést náklady na jejich obranu v Severní Americe před Francií v sedmileté válce. Problém kolonisté neviděli ani tak ve výši daní (daně ve skutečnosti byly nižší v porovnání s těmi, které platil průměrný občan v Británii), ale ve faktu, že nové daně nebyly s kolonisty řádně projednány. Jelikož neměli žádné zastoupení v britském parlamentu, fráze „Žádné zdanění bez zastoupení“ (anglicky: No Taxation without Representation) se stala populární v mnoha amerických kruzích.
Po protestech v Bostonu vyslala Británie vojenské jednotky a Američané povolali do služby milice. Boje vypukly v roce 1775. Ačkoli bylo asi 15-20 % obyvatelstva loajální britské monarchii, přes válku již vlastenci kontrolovali 80-90 % svého území a Británie ve své moci udržela jen několik pobřežních měst.

## Vyhlášení nezávislosti
V roce 1776 zástupci třinácti kolonií jednomyslně odhlasovali přijetí Deklarace nezávislosti Spojených států amerických, která vyhlásila nezávislost Spojených států na britské koruně.

## Citát
| „                       | Odmítnutí krále Jiřího III. umožnit koloniím spravovat poctivý peněžní systém, který by osvobodil obyčejného člověka z osidel peněžních manipulátorů, byl nejspíš prvotním důvodem [Americké] revoluce. | “ |
| — Sir Benjamin Franklin | |   |